# Urs Lang-Kurz
Urs Lang-Kurz (Stuttgart, 27 de abril de 1909- Múnich, 1998) fue una pintora y fotógrafa de moda alemana, hermana de la también fotógrafa y del mismo campo Regina Relang.

## Biografía
Urs Lang-Kurz Lang era hija del artista Paul Lang-Kurz, profesor de la Academia de Arte de Stuttgart y de Minna Kurz (1877–1928), artesana alumna de Maximilian Dasio. Su hermana Regina también era fotógrafa y su otra hermana, Anni Schaad, era diseñadora de joyas.
Ursula estudió fotografía en el Atelier Binder de Berlín desde 1929 y sólo tres años después ya consiguió trabajo en el estudio de fotografía de moda de Harry Ossip Meerson en París, donde la seguiría su hermana Regina, a la que introdujo en la fotografía de moda y a la sombra de la cual estaría de ahí en adelante, a pesar de la gran calidad del trabajo de ambas.
En 1935 Urs regresó a Stuttgart, donde abrió su propio estudio. A partir de ahí trabajó fundamentalmente para la empresa textil Bleyle, para la multinacional automovilística Daimler-Benz y la Escuela Superior de Moda de Alemania de Múnich.
En 1937 Urs se casó con el empresario Karl Mescher, con el cual tuvo un hijo, Johannes Mescher (1947), arquitecto y político que ha llegado a ser alcalde de Sindelfingen.
El año 1944 su estudio fue expropiado por el gobierno nazi pero tras la guerra volvió abrió uno nuevo, trabajando principalmente sobre moda, retrato y publicidad. 
El año 1956 dio un giro a su vida profesional dejando la fotografía para siempre y dedicándose a la pintura.

## Exposiciones (selección)
- 2011. ‘’Ein Bild vom einem Auto’’ (Una foto de un coche),Sindelfingen.[6]